# Kevin Seeldraeyers
Kevin Seeldraeyers (Boom, Bélgica, 12 de septiembre de 1986) es un ciclista belga.
Pasó a profesional en 2007 con el equipo belga Quick Step donde compitió durante 5 temporadas. Para 2012 dejó al equipo para unirse al Astana Pro Team, donde demostró sus capacidades para pasar la mediana y alta montaña. En 2014 fichó por el Wanty-Groupe Gobert donde estuvo un año para en 2015 recalar en las filas del conjunto Torku Sekerspor.

## Biografía
Pasó a profesional en 2007 con el equipo belga Quick Step, Seeldrayers se reveló rápidamente como un corredor con gran talento, terminando quinto en el Tour de Georgia, después 19.º de la Vuelta a Cataluña y 26.º de la Dauphiné Libéré. Hizo una temporada 2008 menos convincente, a pesar de su primera participación en el Giro de Italia. Sin embargo, se confirmó a principios de la temporada de 2009: después de un buen Tour de California, participó en la París-Niza, donde se escapó en la tercera etapa ayudando a su líder, Sylvain Chavanel, para tener el liderato general. Regular durante toda la semana, Seeldrayers conserva parte de la ventaja así obtenida, y terminó séptimo en la carrera. A continuación, participó en su segundo Giro de Italia, donde ganó el maillot blanco de mejor joven. Terminó 4.º de la Vuelta a Austria.
El 31 de diciembre de 2015 anunció su retirada del ciclismo tras nueve temporadas como profesional y con 29 años de edad.

## Palmarés
2005 (como amateur)
- 1 etapa de la Ronde d'Isard

2006 (como amateur)
- 1 etapa del Giro del Valle de Aosta

2009
- Clasificación de los jóvenes del Giro de Italia

2013
- 2 etapas de la Vuelta a Austria

## Resultados en Grandes Vueltas
| Carrera | Carrera         | 2007 | 2008 | 2009 | 2010  | 2011 | 2012 | 2013 | 2014 | 2015 |
| ------- | --------------- | ---- | ---- | ---- | ----- | ---- | ---- | ---- | ---- | ---- |
|         | Giro de Italia  | —    | 73.º | 10.º | —     | 50.º | 33.º | —    | —    | —    |
|         | Tour de Francia | —    | —    | —    | 134.º | —    | —    | —    | —    | —    |
|         | Vuelta a España | —    | —    | —    | —     | 23.º | 39.º | —    | —    | —    |

—: no participa

Ab.: abandono